# عمر محمد (لاعب جمباز)
عمر محمد (مواليد 10 فبراير 1999) هو لاعب جمباز مصري، مثّل بلاده في الألعاب الأولمبية الصيفية 2020 في طوكيو.

## المشاركة الأولمبية

### طوكيو 2020
| مصر (EGY) | مصر (EGY) | مصر (EGY) | مصر (EGY) | مصر (EGY) | مصر (EGY) | مصر (EGY) | مصر (EGY) | مصر (EGY) | مصر (EGY) | مصر (EGY) | مصر (EGY) | مصر (EGY) | مصر (EGY) | مصر (EGY) | مصر (EGY) | مصر (EGY) | مصر (EGY) |
| الرياضيّ   | الحدث     | التصفيات  | التصفيات  | التصفيات  | التصفيات  | التصفيات  | التصفيات  | التصفيات  | التصفيات  | النهائي   | النهائي   | النهائي   | النهائي   | النهائي   | النهائي   | النهائي   | النهائي   |
| الرياضيّ   | الحدث     | الوضع     | الوضع     | الوضع     | الوضع     | الوضع     | الوضع     | المجموع   | الترتيب   | الوضع     | الوضع     | الوضع     | الوضع     | الوضع     | الوضع     | المجموع   | الترتيب   |
| الرياضيّ   | الحدث     | F         | PH        | R         | V         | PB        | HB        | المجموع   | الترتيب   | F         | PH        | R         | V         | PB        | HB        | المجموع   | الترتيب   |
| --------- | --------- | --------- | --------- | --------- | --------- | --------- | --------- | --------- | --------- | --------- | --------- | --------- | --------- | --------- | --------- | --------- | --------- |
| عمر محمد  | فردي عام ‏ | 13.233    | 13.000    | 12.500    | 13.800    | 13.300    | 13.033    | 78.866    | 51        | لم يتأهل  | لم يتأهل  | لم يتأهل  | لم يتأهل  | لم يتأهل  | لم يتأهل  | لم يتأهل  | لم يتأهل  |